# Jordan Brand Classic
El Jordan Brand Classic, es un partido de baloncesto de las estrellas de high school jugado anualmente en abril desde 2002. Las plantillas del partido disponen de los mejores y más altamente reclutas de la escuela secundaria o high school en la última clase (senior) incluyendo exparticipantes como Chris Paul, Carmelo Anthony, Blake Griffin, LeBron James y Kevin Durant.
El partido toma el nombre del principal organizador, Jordan Brand, una división de Nike. Los 22 jugadores son seleccionados de forma rutinaria a partir de los 100 mejores jugadores según la clasificación de numerosos servicios de exploración.
La decimonovena edición, se iba a celebrar en el Wintrust Arena de Chicago, el 27 de marzo de 2020, pero debido a la pandemia por coronavirus, fue suspendido.

## Historia

### 2002
El Jordan All-American Classic 2002 se disputó en el MCI Center en Washington D. C., con algunos de los mejores talentos en el país con los nombres que podrían ayudar a dar forma al juego de baloncesto en los próximos años. El equipo blanco llevó la iniciativa hasta que sonó la bocina final. Liderados por el entrenador Steve Smith del legendario instituto Oak Hill Academy, los Co-MVPs Sean May (Sacramento Kings) y Amar'e Stoudemire (Phoenix Suns) consiguieron 49 puntos y 27 rebotes para la victoria del equipo blanco. En realidad, nueve de los 12 jugadores del equipo blanco anotaron doble dígitos, incluyendo 23 puntos de Rashad McCants (Minnesota Timberwolves), quien anotó 10 de 13 tiros de campo. Por el equipo rojo, los fanes vieron a un excompañero de equipo del instituto Oak Hill Academy Carmelo Anthony (New York Knicks) y Justin Gray (Wake Forest) anotaron 27 y 17 puntos respectivamente. Durante los próximos cuatro años, esta clase incluyó la representación de tres campeonatos nacionales (Anthony, McCants, May y Denham Brown), ganaron innumerables títulos de conferencia y numerosas selecciones de lotería de la NBA.

### 2003
El Jordan All-American Classic 2003 se jugó frente a una multitud de 18.424 aficionados en el MCI Center en Washington D. C.. En el partido se pudieron ver a muchas futuras estrellas de la National Basketball Association (NBA) desde el principio, pero la segunda mitad fue dominada por el Co-MVP Shannon Brown (Los Angeles Lakers) que lideró al equipo de plata con 27 puntos y ocho asistencias. Su compañero de equipo Chris Paul (Los Angeles Clippers) añadió 18 puntos y cinco asistencias para acompañar con un esfuerzo defensivo sólido. La actuación del Co-MVP LeBron James (Miami Heat) se convirtió en la más dominante a nivel individual en la historia del evento con 34 puntos y 12 rebotes para el equipo negro. Linas Kleiza anotó 16 puntos y atrapo 10 rebotes y Kris Humphries (Boston Celtics) contribuyó 12 puntos y 12 rebotes a ritmo del equipo negro. El equipo plata superó a su oponente por nueve en la segunda mitad para imponerse 107 a 102 en una emocionante noche de baloncesto y de entretenimiento que también incluyó actuaciones musicales de Bow Wow y Ludacris.

### 2004
El equipo negro derrotó al equipo blanco con un resultado de 107-96 en el Comcast Center, campus de la Universidad de Maryland. El equipo negro, que tuvo la ventaja desde el comienzo del partido, fue liderado por Dwight Howard (Orlando Magic) del instituto Southwest Atlanta Christian Academy. Fue elegido MVP del partido con 18 puntos, 15 rebotes y seis tapones. Dorell Wright (Miami Heat) logró 24 puntos y siete rebotes para el equipo blanco en la derrota. En la actuación completamente dominada por Howard estaban Malik Hairston (San Antonio Spurs), quien aportó 23 puntos y Robert Vaden (Indiana), quien sumó 21 puntos para liderar al equipo negro a la victoria. Al Jefferson (Minnesota Timberwolves) logró 17 puntos y 10 rebotes, mientras que Rajon Rondo (Boston Celtics) anotó 12 puntos y repartió cinco asistencias en la derrota del equipo blanco. La clase de 2004 incluyó una serie de otros protagonistas durante la temporada de 2006 de la NCAA incluyendo el campeó nacional Corey Brewer (Florida), Jordan Farmar (UCLA), Daniel Gibson (Texas Longhorn Athletics), LaMarcus Aldridge (Texas Longhorn Athletics) y Rudy Gay (Connecticut).

### 2005
La edición de 2005 tuvo lugar en el Madison Square Garden de Nueva York, ante una multitud llena de estrellas que incluyeron la presencia de Michael Jordan, Spike Lee, Terrell Owens, Vince Carter y la actuación especial de Fat Joe. En el último año antes de que la NBA restringiera el acceso de los jugadores de high school directamente a la NBA, una cuarta parte del Jordan All-American 2005 pasaron de este partido directamente a las filas profesionales. Una de esas selecciones en el draft de la NBA, Andray Blatche (Washington Wizards), que terminó su carrera en el instituto con una actuación de Co-MVP con 26 puntos en 12 de 17 tiros y 16 rebotes para encabezar al equipo blanco. Compartió el premio con Tyler Hansbrough (Carolina del Norte), quien ayudó al equipo gris a una victoria de último minuto 127 a 126 con 24 puntos y nueve rebotes, antes de ir a Chapel Hill para convertirse en una selección del mejor quinteto de la ACC y uno de los freshman (debutante) más anunciado en la historia de la universidad. Emanuel Tiki Mayben, junto a Blatche dieron el salto a la NBA incluyendo a C.J. Miles (Utah Jazz), Louis Williams (Philadelphia 76ers), Andrew Bynum (Los Angeles Lakers) y Martell Webster (Portland Trail Blazers).

### 2006
Por segundo año consecutivo el Jordan Classic se jugó en la ciudad de Nueva York en el famoso Madison Square Garden. Casi 10,000 aficionados acudieron a presenciar cómo Thaddeus Young de Georgia Tech ganó el Co-MVP tras finalizar con 28 puntos y 13 rebotes, liderando al equipo blanco a una victoria 108 a 95 sobre el equipo negro. Young fue Co-MVP junto a Kevin Durant (Texas), quien logró 16 puntos, siete rebotes y tres tapones. El evento contó con la presencia de algunas de la más grandes estrellas del deporte y el espectáculo, entre las que se encontraban Michael Jordan, LL Cool J, Warren Sapp, Floyd Mayweather, Ahmad Rashad, Al Harrington, Rudy Gay, Fabolous y Vince Carter. La sensación del rap se sintió con T.I., quien protagonizó la película "ATL" y tuvo el álbum número 1 'King', realizó su presentación antes del partido All-American. Young ayudó al equipo blanco a tomar una ventaja de siete puntos en la primera mitad en un partido en el que no fue titular. Sus 28 puntos fue la segunda máxima anotación en la historia detrás de los 34 puntos de LeBron James en el 2003 y los 13 rebotes fue la cuarta marca más alta en la historia del Jordan Brand. Otras actuaciones destacadas para el equipo blanco fueron las de Sherron Collins (Kansas) con 14 puntos y seis asistencias. Por el equipo negro, Durant unido al jugador de Syracuse Paul Harris y Mike Jones, aportaron 16 puntos cada uno. Brandan Wright (Carolina del Norte), Wayne Ellington (Carolina del Norte), Édgar Sosa (Louisville) y DeShawn Sims (Michigan) terminaron también en cifras dobles.

### 2007
Corey Fisher (Villanova) repartió 10 asistencias para establecer un nuevo récord en el Jordan Brand All-American Classic, presentado por Foot Locker y Boost Mobile, y llevó al equipo amarillo a la victoria con el resultado 127 por 119 en el Madison Square Garden. El equipo amarillo también obtuvo contribuciones de Eric Gordon (Indiana), Kyle Singler (Duke) y Austin Freeman (Georgetown) con 16 puntos cada uno. Jeff Robinson (Memphis) encabezó el equipo amarillo con 17 puntos. Donté Greene (Syracuse), quien también ganó el concurso de mate a principios de la semana, lideró el equipo dorado con 20 puntos para compartir el premio de MVP con Fisher. En el equipo dorado tuvieron buenas actuaciones Patrick Patterson (Kentucky) que registró 12 puntos y 12 rebotes, junto con Jerryd Bayless que logró 17 puntos y repartió tres asistencias. El evento de ese año fue el primer juego de estrellas de la escuela secundaria que fue televisado en alta definición, con la trasmisión nacional en vivo de ESPN2.

### 2008
Brandon Jennings fue el Co-MVP del partido ya que registró 10 puntos y 14 asistencias para llevar al equipo azul a la victoria 124 a 114 sobre el equipo blanco. Jennings, junto a Tyreke Evans, fueron los Co-MVP del partido, Evans obtuvo 23 puntos, siete rebotes y cuatro asistencias. Las 14 asistencias de Jennings rompieron el récord del evento, anteriormente en manos de Corey Fisher, mientras que sus compañeros de equipo Scotty Hopson (Tennessee) y DeMar DeRozan (USC) aportaron 21 y 17 puntos respectivamente. El equipo blanco tuvo sólidas contribuciones de Devin Ebanks (West Virginia), quien logró 20 puntos y cuatro rebotes, y Samardo Samuels (Louisville), que anotó 16 puntos y atrapó cinco rebotes. El Madison Square Garden estaba lleno, una vez más con una audiencia repleta de estrellas de la talla de Vince Carter, Rudy Gay, Kevin Durant, Ron Harper, Mýa y Michael Jordan. Para empezar la noche, los Boyz II Men cantaron el himno nacional.

### 2009
El que sería futuro jugador de Georgia Tech, Derrick Favors, ganó el Co-MVP en el Madison Square Garden, cuando terminó con 21 puntos y cinco rebotes para llevar al equipo negro a la victoria, con el marcador 110 a 103 sobre el equipo blanco. Favors fue acompañado por el Co-MVP con Renardo Sidney (Mississippi State) quien logró 15 puntos, siete rebotes y dos tapones. Otras estadísticas destacadas incluyeron a Wally Judge (Kansas State) con 18 puntos, John Wall (Kentucky) con seis asistencias, Daniel Orton (Kentucky) con nueve rebotes y John Henson (Carolina del Norte) con cuatro tapones. El Madison Square Garden estaba lleno, una vez más con una audiencia repleta de estrellas de la talla de Michael Jordan, CC Sabathia, Spike Lee, Fat Joe, Vince Carter y Kevin Durant. El artista nominado a los Grammy Akon, realizó su actuación durante el medio tiempo del partido All-American.

### 2010
Antes de enrolarse en las filas de Carolina del Norte, Harrison Barnes ganó los honores de Co-MVP al terminar el partido con 20 puntos y 15 rebotes para liderar el equipo blanco en la victoria sobre el equipo negro por 129 a 125  en el Jordan Brand Classic 2010 en el Madison Square Garden en Nueva York. Barnes fue acompañado por el Co-MVP con Kyrie Irving (Duke), quien logró 22 puntos, siete asistencias y cuatro rebotes para el equipo negro. Otras estadísticas destacadas incluyeron a Josh Selby (Kansas) con 21 puntos, Cory Joseph (Texas) con siete asistencias, Tristan Thompson (Texas) con 13 rebotes y Jared Sullinger (Ohio State) con cuatro tapones. Un punto culminante de la noche fue la presentación de los universitarios en frente de la multitud del Madison Square Garden y la audiencia televisiva nacional de ESPN, Josh Selby, quien se comprometió con Kansas y el nativo de Nueva York Doron Lamb, anunció que asistiría a Kentucky. El Jordan Brand Classic contó con la presencia una vez más de algunas de la más grandes estrellas del deporte y el entretenimiento, entre las que se encontraban Chris Paul, Jadakiss, DJ Clue, Mario, MC Lyte, Lee England, DJ Clark Kent, Skyzoo y Alex Thomas. El múltiples discos de platino y actor Common encabezó la actuación musical del descanso, mientras que la artista y compositora de R&B Marsha Ambrosius interpretó el himno nacional.

### 2011
Con destino a Kentucky, Anthony Davis ganó los honores de Co-MVP de la noche, cuando terminó con 29 puntos, 11 rebotes y cuatro tapones para el equipo All-Americans del Oeste que perdieron ante el equipo del Este con el resultado de 113 a 109 en el 10º aniversario del Jordan Brand Classic presentado por Foot Locker. Davis fue acompañado por el Co-MVP James Michael McAdoo (Carolina del Norte), quien terminó con 26 puntos y 14 rebotes para el equipo All-Americans del Este. Otras estadísticas destacadas en el partido incluyeron a Austin Rivers (Duke) con 16 puntos, Tony Wroten (Washington) con 10 asistencias, Bradley Beal (Florida) con 8 rebotes y Khem Birch (Pittsburgh) con cinco tapones. Patrocinado por la Jordan Brand, una división de Nike, el evento contó una vez más con la presencia de algunas de la más grandes estrellas del deporte y el entretenimiento en las que se mencionan al nativo de Carolina del Norte J. Cole que encabezó la actuación después del partido. Además, la actuación del productor musical Araabmuzik quien se presentó en el medio tiempo y el cantante Anthony Hamilton que interpretó el himno nacional.

### 2012
Shabazz Muhammad (UCLA) ganó los honores de Co-MVP de la noche exhibiendo su talento en la escena nacional, liderando al equipo All-Americans del Oeste, con 20 puntos y cuatro rebotes. Muhammad fue acompañado por el Co-MVP Rodney Purvis (NC State), quien brilló en su ciudad natal de Carolina del Norte al liderar el equipo All-Americans del Este con 22 puntos y tres robos. Otras estadísticas destacadas incluyen a Alex Poythress (Kentucky) con 16 puntos, Archie Goodwin (Kentucky) con 14 puntos y cuatro asistencias, Kaleb Tarczewski (Arizona) con 14 puntos y 10 rebotes y Tony Parker (UCLA) con 12 rebotes. Patrocinado por la Jordan Brand, una división de Nike, el evento contó una vez más con la presencia de algunas de la más grandes estrellas del deporte y el entretenimiento, incluyendo la actuación después del partido por la sensación del rap Fabolous. La banda musical de la Universidad Estatal Agrícola y Técnica Carolina del Norte se presentó en el medio tiempo y el violinista Lee England, Jr. interpretó el himno nacional.

### 2013
Julius Randle (Kentucky) ganó los honores de Co-MVP, al terminar el partido con 19 puntos y siete rebotes en la  12.ª edición del Jordan Brand Classic. Compartiendo los honores de Co-MVP con Jabari Parker (Duke) quien registró 16 puntos y siete rebotes. El Jordan Brand Classic no solo contó con las futuras estrellas de las canchas, sino con muchas celebridades prominentes como Michael Jordan, Mark Wahlberg, CC Sabathia, Carmelo Anthony, Amar'e Stoudemire, Fabolous y J.R. Smith estuvieron presentes. Además de las presentaciones después del partido de Drake, X-Factor Drumline cautivó a los aficionados durante el medio tiempo del partido internacional y el saxofonista Mike Phillips y el violinista Lee England, Jr. realizaron juntos una actuación durante el espectáculo de medio tiempo del partido nacional. Otras estadísticas destacadas en el partido incluyeron a Nigel Williams-Goss (Washington), quien logró 17 puntos para el equipo del oeste y Andrew Wiggins (Kansas) quien anotó 17 puntos para el este. El evento concluyó una semana de actividades alrededor de Brooklyn y la ciudad de Nueva York, incluyendo una proyección de la película especial con el director Spike Lee en la Academia de Música de Brooklyn, una cena de premiación en ThreeSixity y un recorrido por el legendario Gleason Boxing Gym con el equipo Jordan y el atleta Andre Ward.

## Resultados

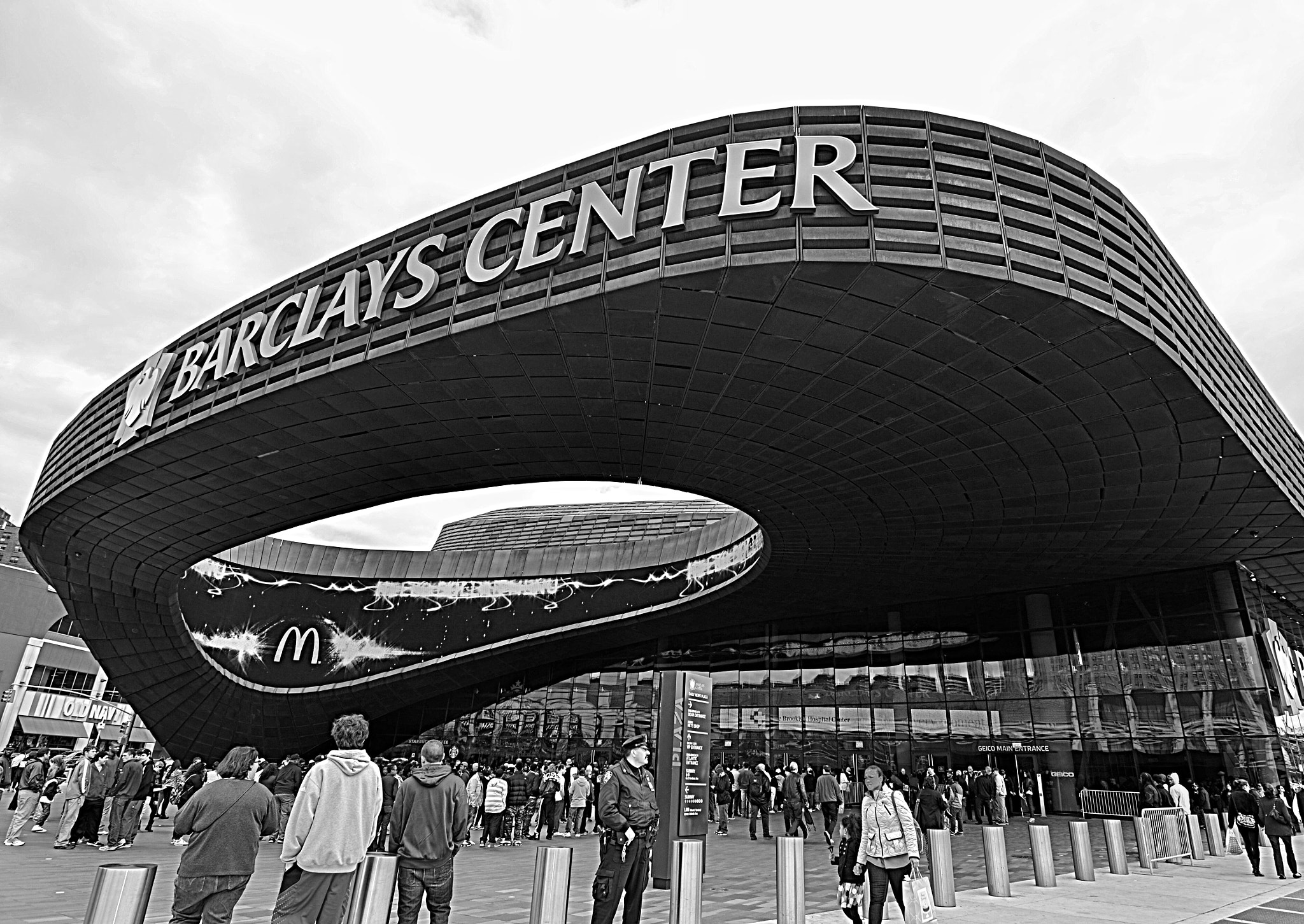
El encuentro de Jordan Brand Classic se disputó en el Barclays Center de Brooklyn, New York desde 2013 a 2018

| Año  | Resultado             | Pabellón                | Ciudad            | Asistencia |
| ---- | --------------------- | ----------------------- | ----------------- | ---------- |
| 2002 | Red 121, White 167    | MCI Center              | Washington D. C.  | 7,472      |
| 2003 | Black 102, Silver 107 | MCI Center              | Washington D. C.  | 18,424     |
| 2004 | Away 107, Home 96     | Comcast Center          | College Park, MD  | 9,275      |
| 2005 | Gray 127, White 126   | Madison Square Garden   | New York City, NY | N/A        |
| 2006 | Black 95, White 108   | Madison Square Garden   | New York City, NY | N/A        |
| 2007 | Royal 119, Yellow 127 | Madison Square Garden   | New York City, NY | N/A        |
| 2008 | Blue 124, White 114   | Madison Square Garden   | New York City, NY | N/A        |
| 2009 | Black 110, White 103  | Madison Square Garden   | New York City, NY | N/A        |
| 2010 | East 125, West 129    | Madison Square Garden   | New York City, NY | 15,075     |
| 2011 | East 113, West 109    | Time Warner Cable Arena | Charlotte, NC     | N/A        |
| 2012 | East 95, West 99      | Time Warner Cable Arena | Charlotte, NC     | N/A        |
| 2013 | East 98, West 102     | Barclays Center         | Brooklyn, NY      | N/A        |
| 2014 | East 158, West 147    | Barclays Center         | Brooklyn, NY      | N/A        |
| 2015 | East 116, West 118    | Barclays Center         | Brooklyn, NY      | N/A        |
| 2016 | East 131, West 117    | Barclays Center         | Brooklyn, NY      | N/A        |
| 2017 | East 116, West 124    | Barclays Center         | Brooklyn, NY      | N/A        |
| 2018 | Black 136, White 146  | Barclays Center         | Brooklyn, NY      | N/A        |
| 2019 | Black 125, White 132  | T-Mobile Arena          | Paradise, NV      | N/A        |

## Participantes
Clic aquí para ver la lista completa de los participantes del Jordan Brand Classic

## Premios MVP
| Año  | Jugador           | High School                              | Universidad elegida |
| ---- | ----------------- | ---------------------------------------- | ------------------- |
| 2002 | Amar'e Stoudemire | Cypress Creek HS (FL)                    | Ninguna             |
| 2002 | Sean May          | Bloomington North HS (IN)                | Carolina del Norte  |
| 2003 | LeBron James      | St. Vincent-St. Mary HS (OH)             | Ninguna             |
| 2003 | Shannon Brown     | Proviso East HS (IL)                     | Michigan State      |
| 2004 | Dwight Howard     | Southwest Atlanta Christian Academy (GA) | Ninguna             |
| 2005 | Tyler Hansbrough  | Poplar Bluff HS (MO)                     | Carolina del Norte  |
| 2005 | Andray Blatche    | South Kent School (CT)                   | Ninguna             |
| 2006 | Kevin Durant      | Montrose Christian School (MD)           | Texas               |
| 2006 | Thaddeus Young    | Mitchell HS (TN)                         | Georgia Tech        |
| 2007 | Donte Greene      | Towson Catholic HS (MD)                  | Syracuse            |
| 2007 | Corey Fisher      | St. Patrick HS (NJ)                      | Villanova           |
| 2008 | Brandon Jennings  | Oak Hill Academy (VA)                    | Ninguna             |
| 2008 | Tyreke Evans      | American Christian Academy (PA)          | Memphis             |
| 2009 | Derrick Favors    | South Atlanta HS (GA)                    | Georgia Tech        |
| 2009 | Renardo Sidney    | Fairfax HS (CA)                          | Mississippi State   |
| 2010 | Harrison Barnes   | Ames HS (IA)                             | Carolina del Norte  |
| 2010 | Kyrie Irving      | St. Patrick HS (NJ)                      | Duke                |
| 2011 | James McAdoo      | Norfolk Christian (VA)                   | Carolina del Norte  |
| 2011 | Anthony Davis     | Perspectives Charter (IL)                | Kentucky Wildcats   |
| 2012 | Shabazz Muhammad  | Bishop Gorman (NV)                       | UCLA                |
| 2012 | Rodney Purvis     | Upper Room Christian Academy (NC)        | NC State            |
| 2013 | Julius Randle     | Prestonwood (TX)                         | Kentucky            |
| 2013 | Jabari Parker     | Simeon (IL)                              | Duke                |
| 2014 | Jahlil Okafor     | Whitney Young (IL)                       | Duke                |
| 2014 | Cliff Alexander   | Curie Metropolitan (IL)                  | Kansas              |
| 2015 | Allonzo Trier     | Findlay Prep WA                          | Arizona             |
| 2015 | Cheick Diallo     | Our Savior New American School (NY)      | Kansas              |
| 2016 | De'Aaron Fox      | Cypress Lakes High School (TX)           | Kentucky            |
| 2016 | Malik Monk        | Bentonville High School (AR)             | Kentucky            |
| 2017 | Brian Bowen       | La Lumiere School (IN)                   | Louisville          |
| 2017 | Lonnie Walker     | Reading HS (PA)                          | Miami               |
| 2018 | Emmitt Williams   | Oak Ridge High School (FL)               | LSU                 |
| 2018 | Nassir Little     | Orlando Christian Prep (FL)              | Carolina del Norte  |
| 2019 | Cole Anthony      | Oak Hill Academy (VA)                    | Carolina del Norte  |
| 2019 | James Wiseman     | East (TN)                                | Memphis             |

## Récords
| Puntos | Jugador         | Año  | Equipo |
| ------ | --------------- | ---- | ------ |
| 34     | LeBron James    | 2003 | Negro  |
| 29     | Anthony Davis   | 2011 | Negro  |
| 29     | Jahlil Okafor   | 2014 | Este   |
| 28     | Thaddeus Young  | 2006 | Blanco |
| 28     | Allonzo Trier   | 2015 | Oeste  |
| 27     | Carmelo Anthony | 2002 | Rojo   |
| 27     | Shannon Brown   | 2003 | Plata  |

| Rebotes | Jugador           | Año  | Equipo |
| ------- | ----------------- | ---- | ------ |
| 17      | Amar'e Stoudemire | 2002 | Blanco |
| 16      | Andray Blatche    | 2005 | Blanco |
| 15      | Dwight Howard     | 2004 | Negro  |
| 15      | Harrison Barnes   | 2010 | Azul   |
| 14      | James McAdoo      | 2011 | Blanco |
| 13      | Thaddeus Young    | 2006 | Blanco |
| 13      | Tristan Thompson  | 2010 | Azul   |

| Asistencias | Jugador          | Año  | Equipo   |
| ----------- | ---------------- | ---- | -------- |
| 14          | Brandon Jennings | 2008 | Azul     |
| 12          | Tyus Jones       | 2014 | Este     |
| 10          | Corey Fisher     | 2007 | Amarillo |
| 10          | Tony Wroten      | 2011 | Negro    |
| 9           | Mike Mercer      | 2005 | Blanco   |
| 9           | Chris Wright     | 2007 | Dorado   |
| 9           | Tyler Ulis       | 2014 | Oeste    |